# Palau de Laidu
El Palau de Laidu (en letó:  Laidu muižas pils; en alemany: Laiden) és un palau a la històrica regió de Curlàndia, al municipi de Kuldīga de Letònia.

## Història
L'edifici principal va ser construït al principi del segle xix, en estil neoclàssic i un ampli jardí, realitzat a mitjan segle xix pel comte Lambsdorff, amb espècies no autòctones com l'avet del Caucas, l'avet siberià, la Pícea pungent, el pi de Macedònia o el pi blanc. L'edifici allotja l'escola primària de Laidus des de 1921.